# محمود شعراوي
لواء محمود سيد عبد الحميد شعراوي (مواليد 1959) هو وزير التنمية المحلية المصري السابق بتاريخ 14 يونيو 2018، تدرج في المناصب حتي وصل إلى وظيفة مساعد وزير الداخلية لقطاع الأمن الوطني، وعقب ذلك تم تعيينه مساعداً لوزير الداخلية لقطاع المنافذ وبعدها مساعدا لوزير للأمن الاقتصادي.

## نشأته وحياته
ولد الشعرواي سنة 1959 في محافظة القاهرة، هو الشقيق الأصغر لمحمد سيد عبد الحميد شعراوي رئيس جهاز أمن الدولة في عهد وزير الداخلية الأسبق حبيب العادلي، التحق شعراوي بكلية الشرطة وتخرج منها سنة 1981 والتحق فور تخرجه منها بقطاع الأمن المركزي من 1981 إلي 1983 ثم جهاز أمن الدولة سابقاً الأمن الوطني المصري حاليًا سنة 1983 انتداب بعدها للعمل في وزارة الخارجية كضابط اتصال الجهاز ووزارة الداخلية بالسفارة المصرية بصنعاء اليمن سنة 2000 حتي استكمل في قطاع الأمن الوطني المصري بعد إنشائه سنة 2011.

## مسيرته
تدرج شعراوي في المناصب حتى أصبح مسؤولًا بإدارة مكافحة النشاط المتطرف بالقطاع ثم رئيسًا له بعد حله وتغيير اسم الجهاز إلى الأمن الوطني المصري سنة 2015، منذ كان في وزارة الداخلية تولي ملفات السياسين.
هناك قصة تروي بأن محمد البلتاجي القيادي بجماعة الإخوان المسلمين السابق، في حواره مع شعراوي طالبا رحيل بعض القيادات من الجهاز، ولكنه رفض بشدة طلبه، مضيفًا، أن جهاز أمن الدولة مثله مثل أجهزة المخابرات العامة والحربية والرقابية يعملون لأجل الدولة المصرية.

### وزيراً
بعد نهاية خدمة شعراوي في رئاسة جهاز الأمن الوطني في أكتوبر 2017، عين في شهر يونيو 2018 وزيرا للتنمية المحلية.

## مساهمات
- ينصب له صاحب أكبر حركة تنقلات محليات في أقل فترة زمنية.
- قضية استرداد أراضي الدولة.
- إنشاء وتطوير الكثير من الوحدات والمبادرات بوزارة التنمية المحلية، مثل (وحدة لحقوق الإنسان للمرة الأولى، خطة تدريبية شاملة للإرتقاء بعناصر المحليات، منظومة للنظافة والمخلفات الصلبة، مبادرة صوتك مسموع، مشروعك، صندوق التنمية المحلية).[8]
- الإشراف علي العديد من المشروعات القومية في مبادرة حياة كريمة.